# 蒙特隆
蒙特隆（法語：Monthelon，法語發音：[mɔ̃tlɔ̃]）是法国索恩-卢瓦尔省的一个市镇，属于欧坦区。

## 地理
蒙特隆（46°57'27"N, 4°13'29"E）面积24.57 平方千米，位于法国勃艮第-弗朗什-孔泰大區索恩-卢瓦尔省，该省份为法国中部省份，北起顺时针与科多尔省、汝拉省、安省、罗讷省、卢瓦尔省、阿列省和涅夫勒省接壤。
与蒙特隆接壤的市镇（或旧市镇、城区）包括：塔韦尔奈、歐坦、布里永、莱济。

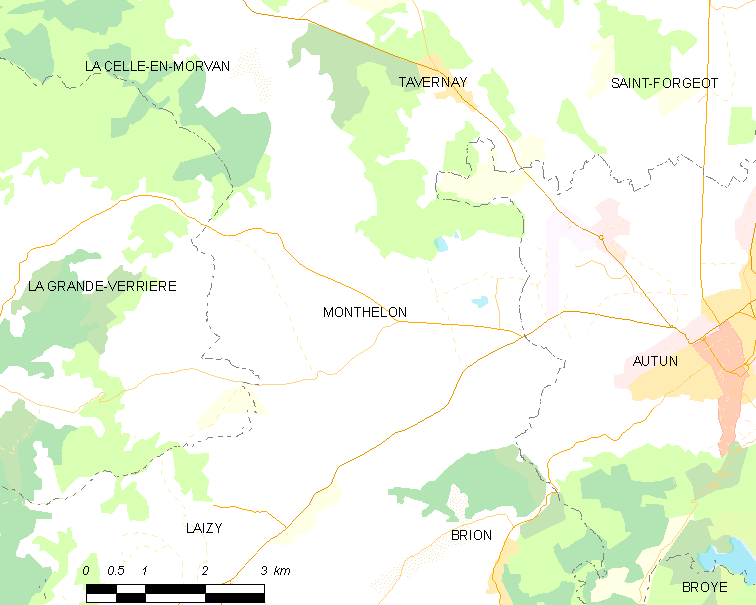
蒙特隆的OSM定位图

蒙特隆的时区为UTC+01:00、UTC+02:00（夏令时）。

## 行政
蒙特隆的邮政编码为71400，INSEE市镇编码为71313。

## 政治
蒙特隆所属的省级选区为欧坦第一县。

## 人口

1962-2008年间蒙特隆人口变化图示

蒙特隆于2022年1月1日时的人口数量为375人。